# Body Fluids
Body Fluids est un groupe de nu metal français, originaire de Chantilly. De nombreux changements s'effectuent jusqu'à la formation actuelle avec Côme au chant et Dang derrière les fûts, Joul et Sk-to aux guitares, et Arno a la basse.

## Biographie
Le groupe est formé en 1999 à Chantilly, dans l'Oise,, autour du chanteur Côme. Très vite, le groupe enchaîne de très nombreuses dates en France et en Europe (notamment en Espagne, aux Pays-Bas, et en Belgique) aux côtés des groupes Watcha, Lofofora, Eths, Aqme, Marcel et son orchestre, Tripod, Finch, Helmet, et Life of Agony. En 2004, ils signent avec le label parisien Sriracha Sauce, font paraître leur album éponyme, et tournent partout en France.

## Membres
- Côme – chant (depuis 1999)
- Dang – batterie (depuis 1999)
- Joul – guitare (depuis 1999)
- Sk-to – guitare (depuis 1999)
- Arno – basse (depuis 1999)

## Discographie
- 2004 : Body Fluids